# Radio Belgique
Radio Belgique (en néerlandais Radio België, en anglais Radio Belgium), était une radio clandestine belge qui émettait depuis Londres durant la Seconde Guerre mondiale. Radio Belgique était placée sous l'égide du Gouvernement belge en exil et était rattachée aux services européens de la BBC. C'est également le nom d'une radio privée qui a existé avant 1930, année de la création de l'INR, devenue RTB puis RTBF.

## Historique
Le 10 mai 1940, la Belgique, neutre jusque-là, est envahie par les troupes allemandes. À l'issue de la campagne des 18 jours, l'armée belge dépose les armes. Le pays est occupé. Le gouvernement belge s'exile en France puis à Londres. Les médias nationaux dont l'INR sont muselés par l'occupant. De nombreux employés suivent le gouvernement belge en exil,.

## Radio Belgique
Radio Belgique, radio privée (la publicité est lue par Leopold Braconi, le premier speaker belge) fondée en 1923 a cessé d'émettre en 1930 au moment où l'INR a été créé. Une chaîne portant le même nom commença à émettre le 28 septembre 1940. Le service francophone fut placé sous la direction de Victor de Laveleye (ancien ministre libéral) tandis que la section néerlandophone fut dirigée par Jan Moedwil (de son vrai nom Fernand Geersens). Une agence de presse, INTERBEL, fut également créée, elle reprit les fonctions de l'Agence Belga créée avant la guerre.
Le 14 janvier 1941, l'ex-ministre Victor de Laveleye devenu animateur radio, lance la Campagne des V sur les ondes (elle sera reprise par Winston Churchill), invitant les Belges à l'utiliser en Belgique occupée,. Vous avez intérêt, disait-il sur radio Belgique, à savoir combien vous êtes nombreux à vouloir la délivrance. Il faut que tous les patriotes de Belgique aient un signe de ralliement, qu'ils multiplient ce signe autour d’eux, qu'en le voyant inscrit partout ils sachent qu'ils sont une multitude. Et que l'occupant, lui aussi, en voyant ce signe, toujours le même, se répéter indéfiniment, comprenne qu'il est entouré, par une foule immense de citoyens belges qui attendent impatiemment son premier fléchissement, guettent sa première défaillance.
C'est à lui également que l'on doit l'un des slogans les plus célèbres de Radio Belgique datant de Verdun: "Courage, on les aura, les Boches". En 1942, le Général de Gaulle fera un discours sur les ondes de Radio Belgique, saluant l'amitié franco-belge.
Bien qu'interdite par l'occupant, Radio Belgique était clandestinement écoutée par de nombreux Belges qui délaissaient les Radios "approuvées" par l'occupant comme Radio Bruxelles qui délivraient des messages propagandistes. Le journaliste et résistant Paul Lévy travaillera également pour cette radio.
Les émissions de Radio Belgique occuperont à mesure que leur succès ira grandissant une place toujours plus importante au sein des émissions de la BBC. Radio Belgique émettait ainsi au début de 21 heures à 21h15, en alternance, un soir en français, un soir en néerlandais. Au printemps 1941, elle émettait le matin et à 17h30 de sorte à offrir aux auditeurs au moins une émission par jour dans leur langue. En mars 1943, la BBC émet une émission quotidienne de Radio Belgique en français à 19h15 et une seconde en néerlandais à 20h30.

## La riposte allemande
Percevant les effets potentiels que Radio Belgique pouvait avoir sur le contrôle de l'information en territoire conquis, les Allemands créèrent rapidement des stations radios collaborationnistes, elles aussi destinées à un auditorat belge. Ils émettaient depuis l'ex-INR dont ils avaient pris le contrôle (Radio Bruxelles, Zender Brussel). Les Allemands tentèrent également de brouiller les émissions de Radio Belgique et rendirent son écoute illégale dès décembre 1940

## Radiodiffusion Nationale Belge
À la fin de la guerre, le gouvernement belge créa une nouvelle station radiophonique Radiodiffusion Nationale Belge (RNB) qui émettait depuis Londres et ensuite depuis Léopoldville.